# Mi nombre es Liberty
Mi nombre es Liberty es una obra literaria que se plasma en el género de novela contemporánea y en concreto en Novela rosa es realizada por la escritora Lisa keyplas reputada novelista poseedora de premios tales como Someone to Watch Over Me o RITA de Romance Writers of America. 
Esta novela estaba titulada originalmente Sugar Daddy lo que fue posteriormente modificado.

## Sucesos

### Argumento
La historia sucede alrededor del personaje principal Liberty es una joven adolescente procedente de Welcome, Texas donde conoce a Hardy Cates y ambos se enamoran, la pareja decide dejar pasar la oportunidad de llevar una relación romántica pues tienen expectativas de futuro incompatibles en ese momento porque Hardy Cates deseaba salir Welcome y conseguir triunfar profesional y económicamente, por lo que no quería comprometerse con Liberty y no hizo caso a los sentimientos que ambos sentían.
Tras el transcurso de la vida de los personajes nuestros protagonistas se vuelven a encontrar en su versión adulta aún con los sentimientos latentes de antaño pero con el inconveniente de que la protagonista Liberty se encontraba en una relación.
La relación es con Gage Travis apoderado millonario que conquista a Liberty, y Hardy Cates ha logrado su objetivo y ha conseguido convertirse en un adinerado y poderoso rico pero además con ello ha evolucionado psicológicamente resultando una persona complicada e inestable.
La novela podría dividirse en dos partes:
La primera en la que vivimos la adolescencia de Liberty en la que se ve su amor juvenil y los problemas constantes a los que se tiene que enfrnetar.
Se encuentra siendo una joven de origen hispano, que es marginada socialmente debido a motivos principalemte racistas que suponen una lucha constante .
la novela profundiza en la personalidad de Liberty y nos da a conocer su yo interior mientras va creciendo personal y emocionalmente, observamos como madura e intenta sobrevivir por ella misma dedicándose al estilismo además de hacerse cargo desgraciadamente por la muerte de su madre de Carrington.
Tran sumergirnos en su yo interior una vez se ha logrado enpatizar con la protagonista transcurren los hechos dramáticos y románticos, se crea un triángulo amoroso entre nuestra protagonista Liverty el insistente Gage Travis y el amor del pasado Hardy Cates.
finalmente la disputa amorosa queda del lado de Gage Travis con un final digno de un cuento.

### Personajes
Liberty, es el personaje principal con el que vivimos en primera persona primeros años de su adolescencia sus amores y sus desgracias con la que podemos ver evolucionar su personalidad.
Hardy Cates es un personaje principal al principio plasmado como el típico chico malo de adolescente deja a Liberty con el corazón roto, Hardy también experimenta una evolución personal notable pasando por rasgos de madurez deseo y ambición.
Gages Travis es un personaje persistente y amable que persigue a nuestra protagonista hasta lograr conquistarla.
También podemos ver personajes secundarios que acompañan a nuestra protagonistas como la señora Marva una anciana que aconseja a nuestra protagonista representando la sabiduría, o churchill un amigo que velaba por ella.